# Anthurium galeanoae
Anthurium galeanoae är en kallaväxtart som beskrevs av Thomas Bernard Croat och M.M.Mora. Anthurium galeanoae ingår i släktet Anthurium och familjen kallaväxter. Inga underarter finns listade.